# قلعة دي هار
تقع قلعة دي هار (الهولندية: كاستيل دي هار) في أوترخت، هولندا. تعتبر دي هار أكبر قلعة في هولندا، وتتميز بأنها صورة مثالية عن قلاع القرون الوسطى في أوروبا، فهي تحتوي على الأبراج والأسوار والخنادق والبوابات والجسور.

## الموقع الأصلي
يعود أقدم سجل تاريخي لمبنى في الموقع الحالي للقلعة إلى عام 1391. في ذلك العام، حصلت عائلة دي هار على القلعة والأراضي المحيطة بها كإقطاع من هندريك فان فوردين. ظلت القلعة مملوكة لعائلة دي هار حتى عام 1440، عندما توفي الوريث الذكر الأخير بدون أن ينجب أبناء. بعد ذلك انتقلت ملكية القلعة إلى عائلة فان زويلين.
في عام 1482، تم حرق القلعة وهدم جدرانها، باستثناء الأجزاء التي لم يكن لها وظيفة عسكرية. تعود أقدم صورة للقلعة إلى عام 1554 وتظهر أن القلعة أعيد بناؤها إلى حد كبير في ذلك الوقت. بعد عام 1641، مع وفاة يوهان فان زويلين فان دي هار بلا أطفال، يبدو أن القلعة سقطت تدريجيًا تحت الأنقاض.
في عام 1892، تم التعاقد مع المهندس المعماري بيير كاوبيرز من اجل إعادة بناء القلعة، الأمر الذي استغرق 15 عاما.

## معرض صور

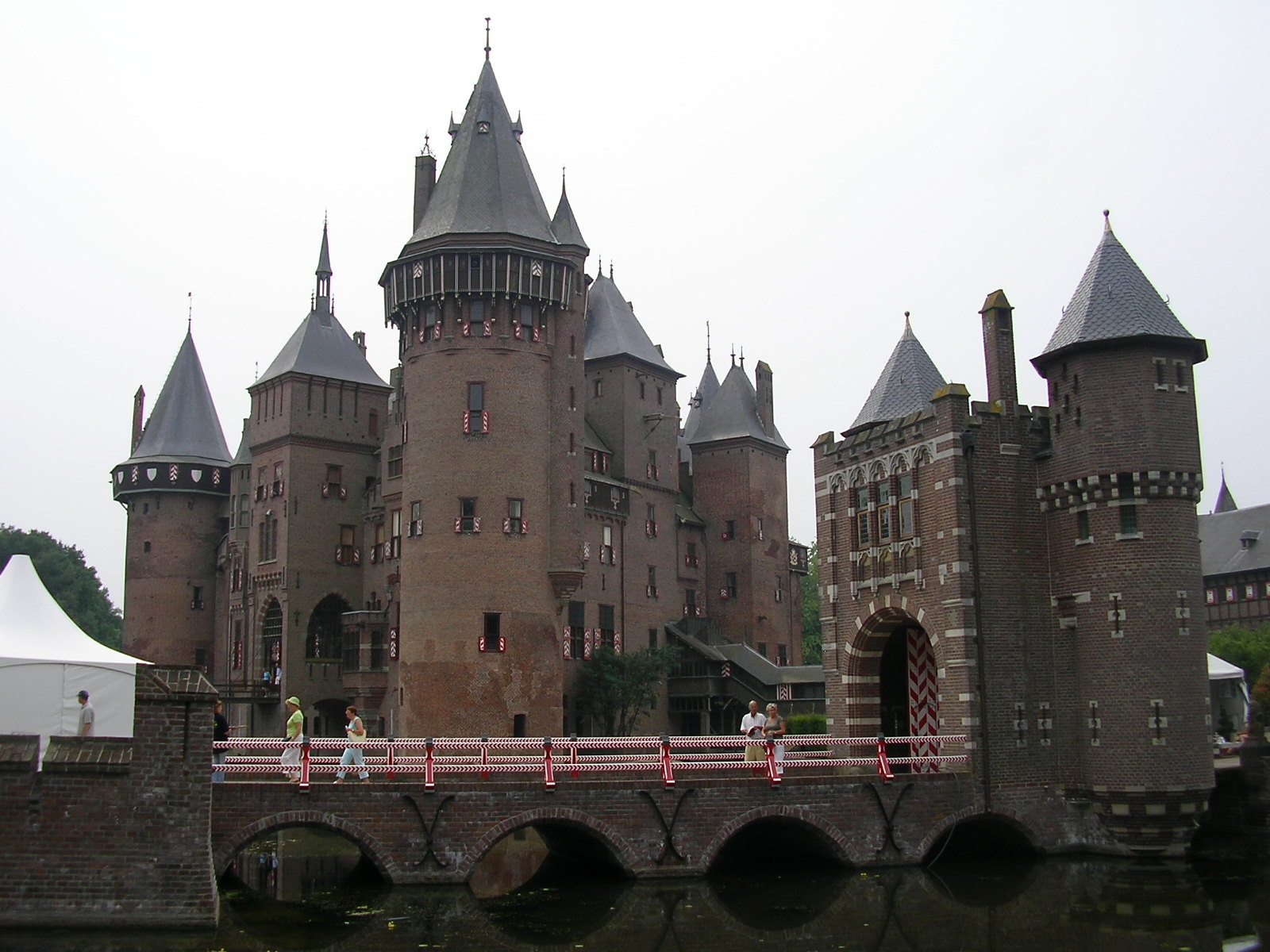
قلعة دي هار
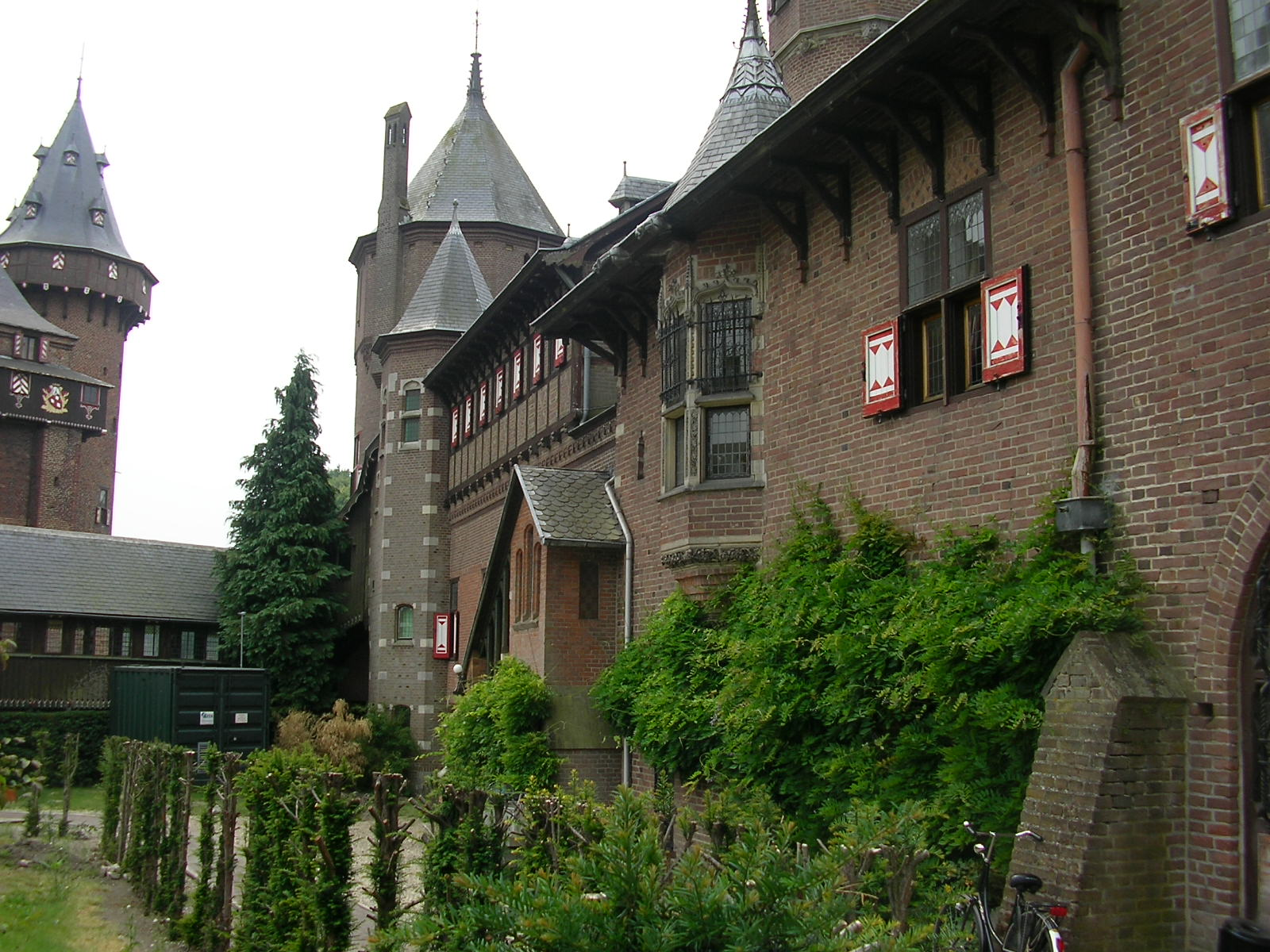
قلعة دي هار
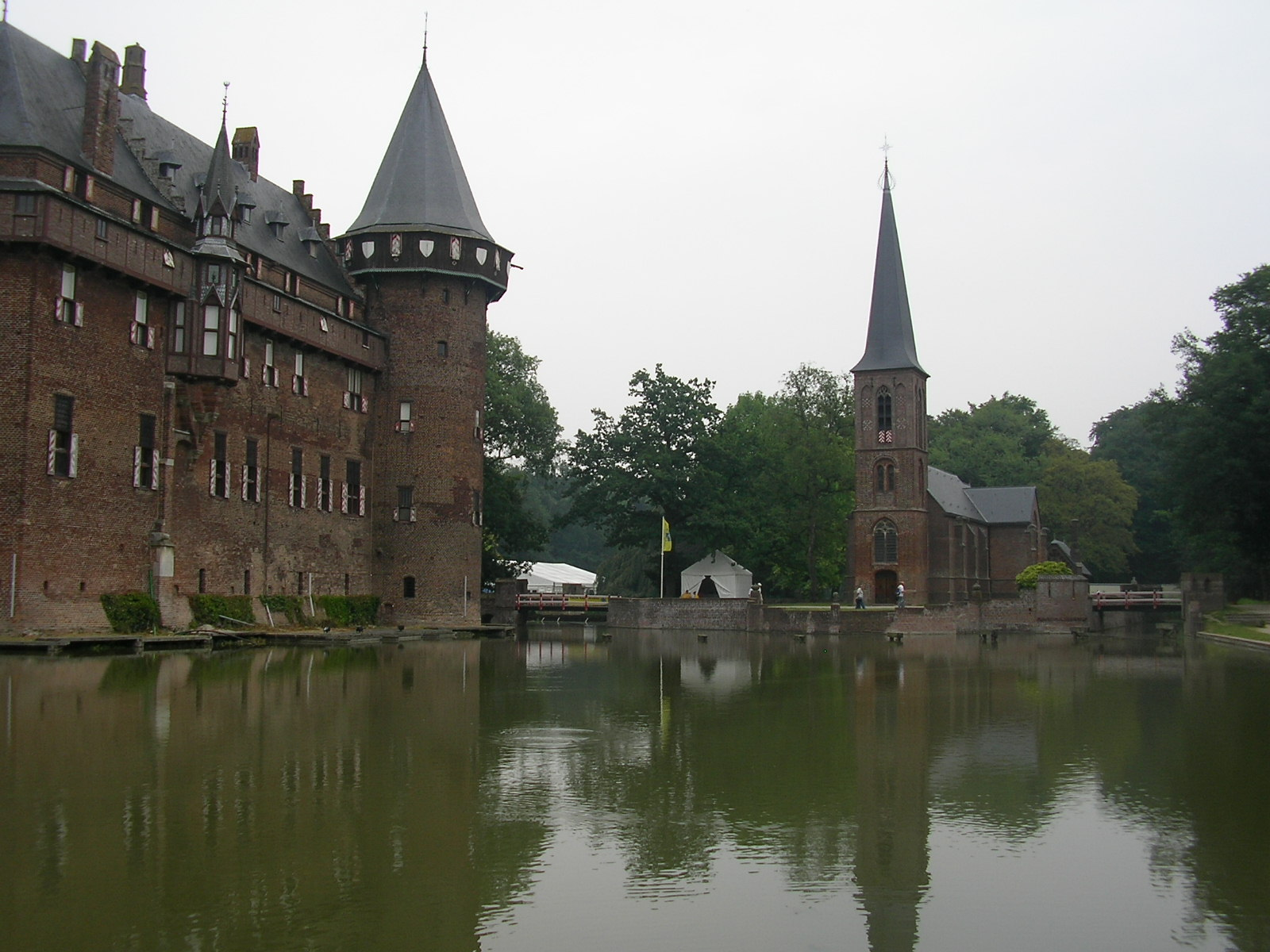
قلعة دي هار
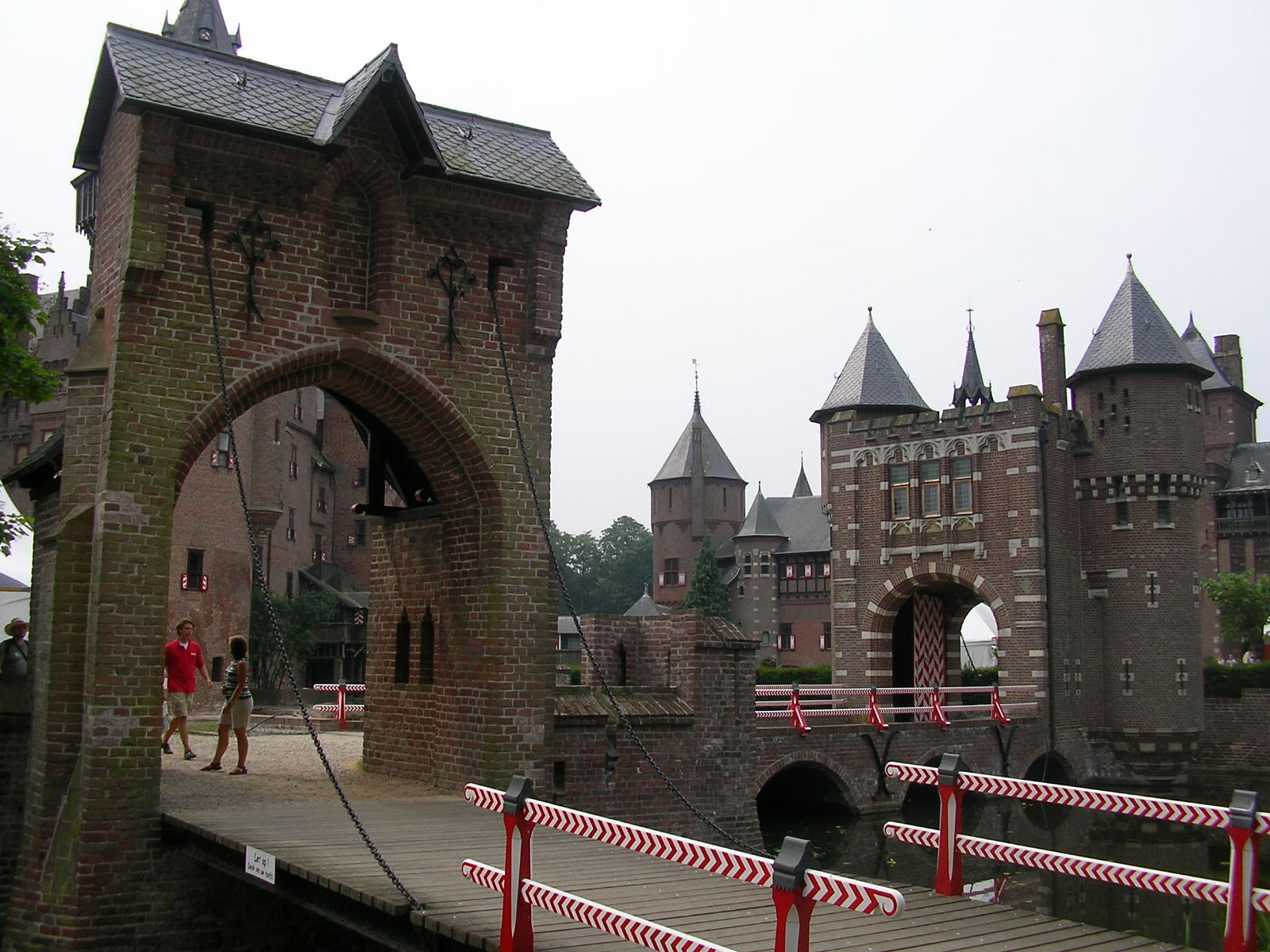
قلعة دي هار
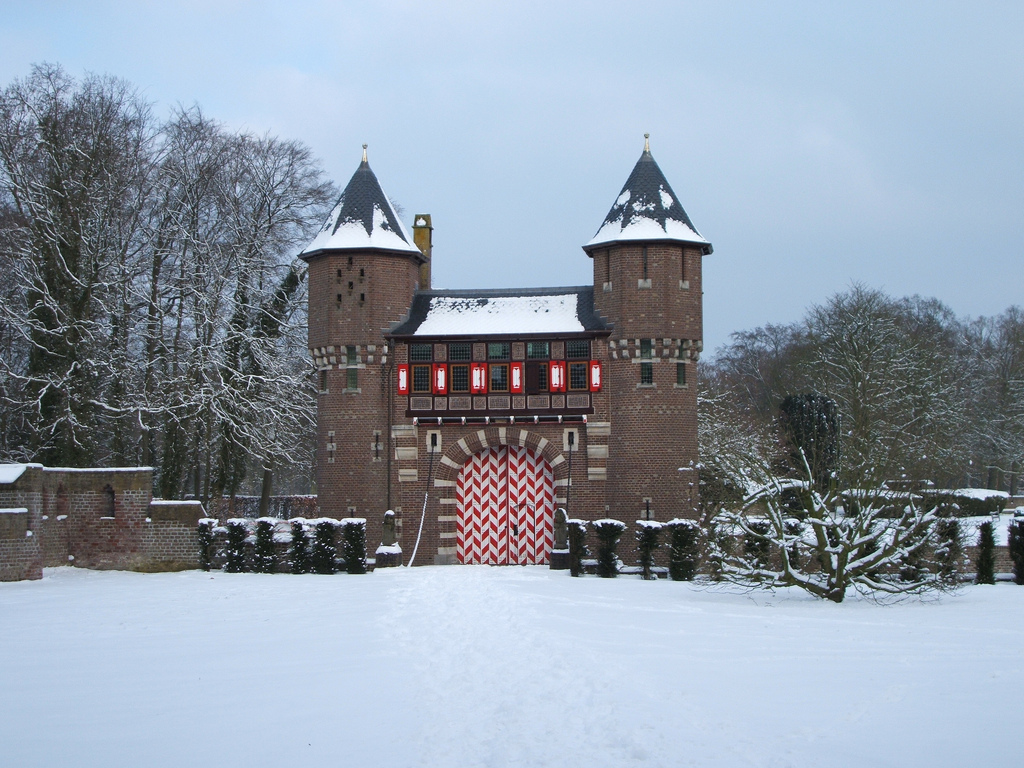
مدخل قلعة دي هار
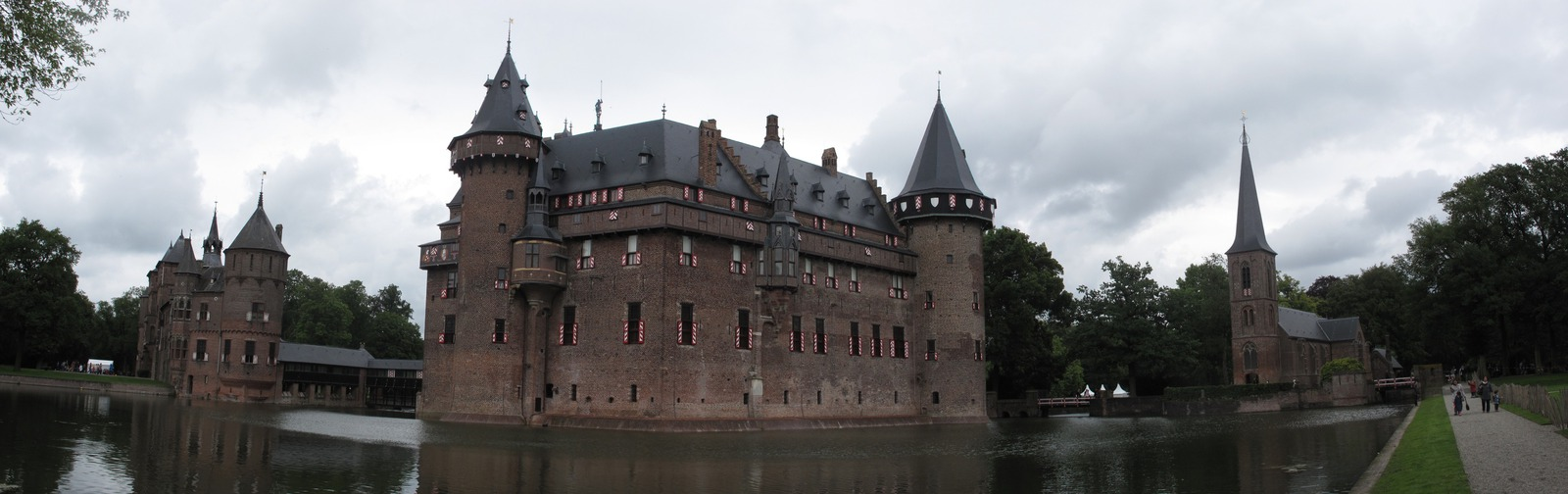
منظر من الجانب الغربي للخندق
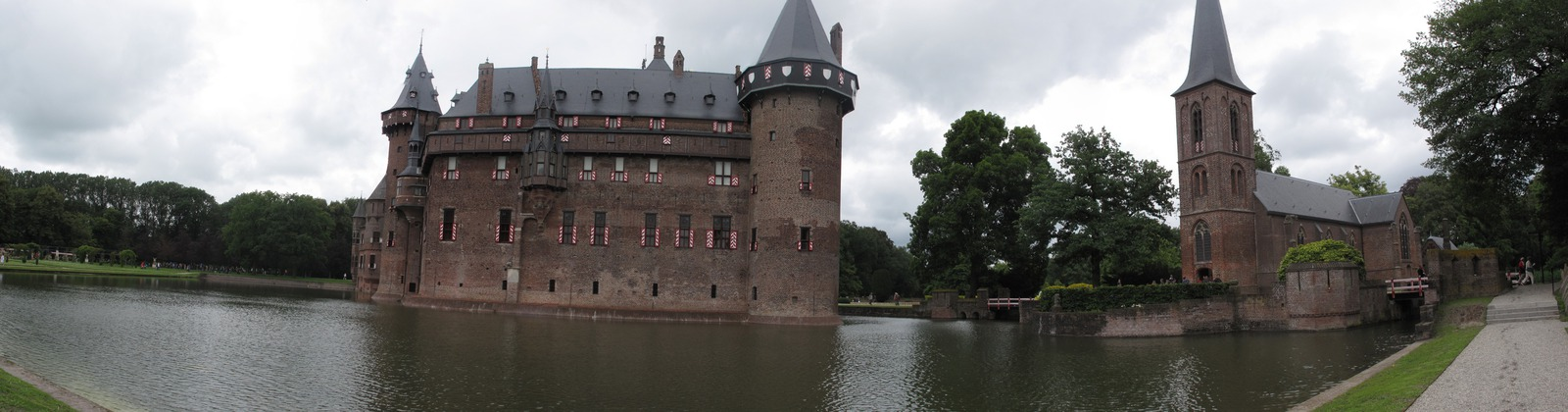
منظر من الجانب الجنوبي للخندق
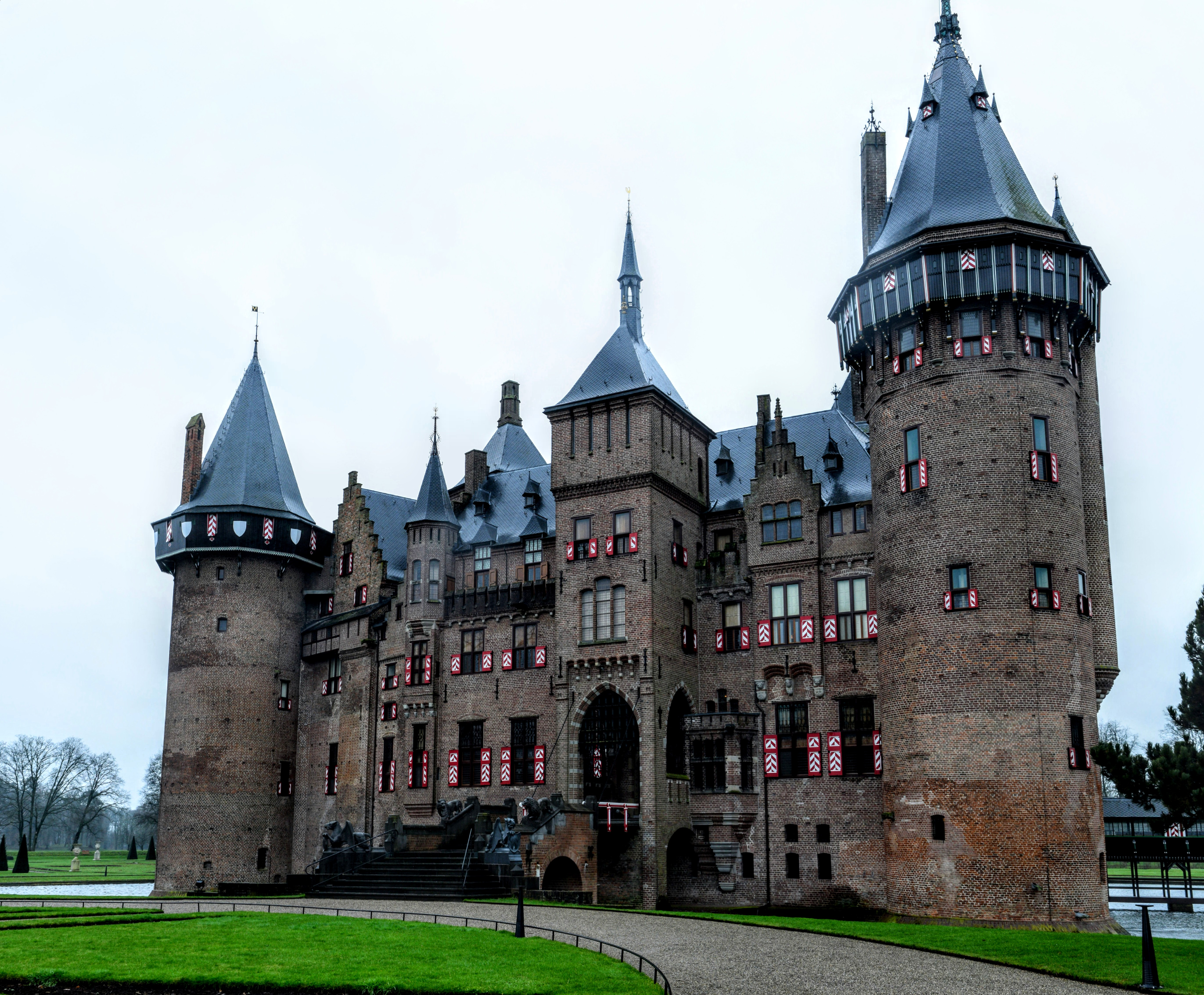
البانوراما في المبنى الرئيسي لقلعة دي هار